# La casa alla fine del mondo
La casa alla fine del mondo (The Cabin at the End of the World) è un romanzo horror dello scrittore statunitense Paul Tremblay. Ha vinto il Premio Bram Stoker al romanzo nel 2019.

## Trama
Andrew ed Eric, una coppia gay, trascorrono una vacanza in una casa isolata nel New Hampshire insieme alla figlia adottiva Wen. Un giorno, Wen si trova a giocare nei boschi e viene avvicinata da un giovane di nome Leonard, il quale si intrattiene con lei e poi le rivela che è addolorato per qualcosa che sta per fare; Leonard spiega alla bambina che ha bisogno dell'aiuto suo e dei suoi genitori per salvare il mondo, ma lei scappa quando vede altre tre persone arrivare con armi improvvisate.
Wen cerca di avvertire Eric e Andrew, ma i visitatori riescono a fare irruzione in casa loro e a legarli. Leonard e i suoi compagni, Adriane, Redmond e Sabrina, rivelano il loro piano: prima di quel giorno non si sono mai incontrati tra loro, però hanno avuto tutti delle visioni su un'imminente apocalisse che accadrà a meno che Eric, Andrew e Wen non decidano di sacrificare uno di loro. Andrew ritiene che il loro attacco abbia radici omofobe, sebbene Leonard si attenga alla sua storia e affermi che non intendono fare del male ai tre, ma è necessario che loro scelgano chi far morire per scongiurare la fine del mondo. Quando Andrew ed Eric si rifiutano, i visitatori conducono un bizzarro rituale al termine del quale picchiano Redmond a morte. I telegiornali mostrano che in tutto il mondo stanno avvenendo devastanti inondazioni, segnali, secondo Leonard, dell'imminente apocalisse.
Continuando a rimanere scettico, Andrew sostiene che Redmond era in realtà un uomo d'affari di nome Jeff O'Bannon, che diversi anni prima aveva aggredito in un bar lui e suo marito, provocandogli una ferita di cui è rimasta la cicatrice; Andrew ritiene quindi che O'Bannon abbia rintracciato lui e la sua famiglia per attaccarlo nuovamente. Nonostante ciò, Leonard, Sabrina e Adriane insistono sul fatto di non aver mai incontrato Redmond prima di quel giorno e che dunque erano ignari della sua presunta precedente aggressione ad Andrew.
Il giorno successivo, Andrew ed Eric riescono a liberarsi e a scappare; Andrew recupera dalla sua macchina una pistola che ha comprato dopo l'attacco da parte di O'Bannon e riesce a uccidere Adriane, ma, durante una colluttazione con Leonard per l'arma, spara accidentalmente a Wen, uccidendola. Devastato per l'accaduto, Leonard si lascia sottomettere e legare da Eric e Andrew. Continuando a sostenere la storia dell'apocalisse, Leonard chiede alla coppia di accendere la televisione, dimostrando che stanno avvenendo diversi incidenti aerei. Eric inizia a chiedersi se non sia tutto vero, ma Andrew sottolinea che i visitatori continuavano a controllare i loro orologi, pertanto avrebbero potuto prevedere i disastri che stavano per accadere. Sabrina afferma di aver cambiato idea, quindi uccide Leonard e si offre di condurre Eric e Andrew nei boschi, dove Redmond ha seppellito le chiavi del suo furgone.
La coppia segue Sabrina nel bosco, portando con sé il cadavere di Wen; la donna recupera le chiavi del furgone insieme a una pistola che Redmond aveva nascosto in precedenza, consegna le chiavi ai due e si suicida, dicendo prima a Eric che è ancora in tempo per impedire l'avvenimento dell'apocalisse. Scoraggiati, Andrew ed Eric si dirigono verso il furgone; Eric si chiede se l'apocalisse sia reale e Andrew gli dice che non importa, perché, qualunque cosa succederà, loro due resteranno insieme.

## Accoglienza
Il romanzo ha ricevuto un'ottima accoglienza da parte di critica e pubblico; lo scrittore Stephen King lo ha definito "stimolante e terrificante". Andrew Liptak di The Verge ha scritto: "Le buone storie dell'orrore guardano al mondo intorno a noi per trarre ispirazione da ciò che potrebbe andare storto, e con questo libro, Tremblay ha scritto una storia che non è solo un incubo mentre si svolge su la pagina, ma che riflette cupamente i tempi in cui viviamo".

## Adattamento cinematografico
Prima della pubblicazione del libro, Trembley nel 2017 firmò un contratto con FilmNation Entertainment per la realizzazione di un film tratto dal romanzo. Steve Desmond e Michael Sherman scrissero la bozza iniziale della sceneggiatura, poi riscritta da M. Night Shyamalan, il quale ha scritto, diretto e prodotto il progetto. Fanno parte del cast Dave Bautista, Rupert Grint, Nikki Amuka-Bird, Ben Aldridge e Jonathan Groff. Il film è uscito per la Universal Pictures il 3 febbraio 2023.